# Radivoj Korać
Radivoj Korać (5. listopadu 1938 Sombor – 2. června 1969 Sarajevo) byl jugoslávský basketbalista, který hrál na postu menšího pivota. Měřil 196 cm a vážil 94 kg. Měl přezdívku „Žućko“ (Zrzek).
V letech 1954 až 1967 byl členem klubu OFK Bělehrad, s nímž se stal čtyřikrát mistrem Jugoslávie. V letech 1967 až 1968 hrál v Belgii za Standard Lutych a v letech 1968 až 1969 v Itálii za Petrarca Padova.
S reprezentací Jugoslávie získal jednu stříbrnou medaili na olympijských hrách (1968), dvě stříbrné na mistrovství světa (1963 a 1967) a dvě stříbrné (1961 a 1965) a jednu bronzovou (1963) na mistrovství Evropy.
Byl zvolen nejlepším hráčem mistrovství Evropy 1961 a jugoslávským sportovcem roku 1962. Byl nejlepším střelcem OH 1960 a ME 1959, 1961, 1963 a 1965. Je rekordmanem Euroligy, když v zápase proti švédskému týmu Alvik Basket zaznamenal 99 bodů. Proslavil se i tím, že ve vysílání belgické televize proměnil sto pokutových hodů za sebou.
Vystudoval elektroinženýrství na Bělehradské univerzitě.
Zahynul při autonehodě na sarajevském předměstí Vogošća 2. června 1969.
Byla po něm pojmenována mezinárodní klubová soutěž Koračův pohár. V roce 2007 byl uveden do FIBA Hall of Fame. Byl o něm natočen film Zlatna levica, priča o Radivoju Koraću.